# Avetik Iszahakjan
Avetik Iszahakjan (örmény Ավետիք Իսահակյան), Kazarapat, Alekszandropol (ma Gjumri) közelében, 1875. október 31. (október 19. a régi naptár szerint) – Jereván, 1957. október 17.) örmény költő, író, akadémikus, az Örmény Tudományos Akadémia tagja.

## Élete
Jómódú kereskedőcsalád legkisebb fia. Az elemi iskola befejezése után az ecsmiacini Gevorkjan szemináriumban tanult (1889-92). Ezután tanulmányait nyugaton folytatta: 1893-tól a lipcsei, majd a genfi egyetemen volt bölcsészhallgató. 1895-ben hazatért és csatlakozott az Örmény Forradalmi Szövetség alekszandropoli bizottságához. 1896-ban letartóztatták és egy évet töltött a jereváni börtönben.
1897-ben szabadulása után kiadta első kötetét (Dalok és Sebek). Újra letartóztatták az „orosz cár elleni tevékenysége” miatt, és Odesszába száműzték. Később Svájcba utazott, és a zürichi egyetem előadásait hallgatta. 1902-ben újra hazatért és Tifliszbe költözött.
1899 és 1906 között írta meg a „Haidukok Dalait”. Ez az első alkotás az örmény költészeten belül, ami az örmény szabadságharcról szól. 1908-ban 158 másik értelmiségivel együtt letartóztatták, és a tifliszi Metehi várbörtönbe zárták, ahonnan fél év múlva óvadék fejében szabadult. 1911-ben Európába emigrált.
1926-ban tért vissza a szovjet Örményországba, és 1928-ban új verseskötetet adott ki. 1930 és 1936 között külföldön élt, és a Szovjetunió barátjaként tevékenykedett. Később véglegesen hazatért és folytatta szociális munkásságát. Híresebb művei ebből a korszakból a Történészeink és Költőink(1939), Anyaföldemnek (1940), Örmény irodalom (1942) és a Sasna Mher (1937).
A második világháború alatt hazafias verseket írt: Harcba Hívás (1941), Szívem a Hegyek Tetején (1941), A Nagy Győzelem Napja (1945). Állami díjjal tüntették ki 1946-ban. 1943-tól az Örmény Tudományos Akadémia tagja, 1946-tól 1957-ig az Örmény Írószövetség elnöke volt.

## Emlékezete
Iszahakjan műveit több nyelvre is lefordították, verseit dalszövegként adaptálták.

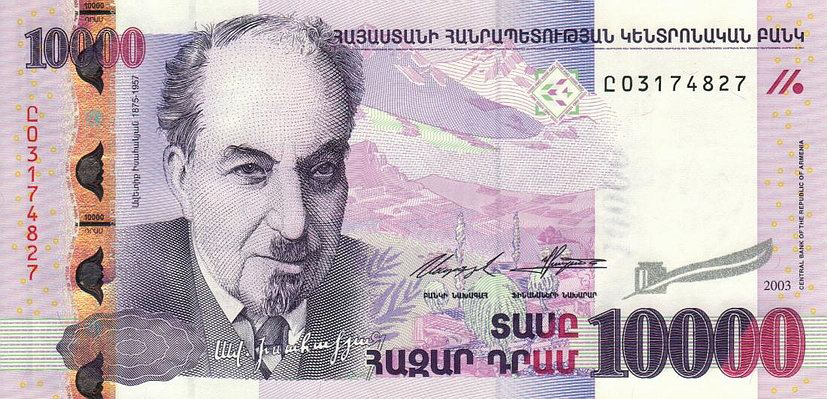
10 000 dram

Arcképe szerepel a 10 000 örmény dramos papírpénzen.

## Magyarul
- Avetik Iszahakjan versei; vál., utószó Szalmási Pál, ford. Bede Anna et al.; Európa, Bp., 1975 (Lyra mundi) ISBN 963-07-0079-4